# Selma Benziada
Selma Benziada (en tamazight : ⴰⵢⵜ ⴼⵓⵖⴰⵍ, Ayt Fuɣal ), est une commune de la wilaya de Jijel, située à environ 45 km au sud-ouest de Jijel.

## Géographie

### Situation
Le territoire de la commune de Selma Benziada se situe à l'ouest de la wilaya de Jijel.
| Ziama Mansouriah | El Aouana      | El Aouana |
| Ziama Mansouriah | Selma Benziada | Texenna   |
| Eraguene         | Eraguene       | Texenna   |

### Localités de la commune
La commune de Selma Benziada est composée de quarante-et-une localités :
- Achira
- Afernou
- Aïn Aghdou
- Aïn Foukka
- Aïn Yadden
- Arsouan
- Bensekkène
- Boucerfane
- Boulechbour
- Boussafsaf
- Bouzegzou
- Djemaâ
- Djenane Zatout
- El Ayoun
- El Haraka
- El Houdoud
- El Djouzet
- El M'Chaïkh
- El M'Had
- El Makil
- El Ouldja
- El Ouatia
- Goubia
- Hammimes
- K'sir
- Kaa El Merdj
- Kebaba
- Khenakate
- Ksir Amrane
- K'sir Hamimes
- M'Harka
- M'Kharta
- M'Raïdj
- M'Sila
- Mansourah
- Mardj Abdalah
- Merdjat
- Nechma
- Oulil
- Tahar
- Tamdichet
- Tifraouane
- Selma Benziada
- Settare